# Donnery
Donnery é uma comuna francesa na região administrativa do Centro, no departamento Loiret. Estende-se por uma área de 21,85 km². Em 2010 a comuna tinha 2 900 habitantes (densidade: 132,7 hab./km²).